# Campionati mondiali di sci alpino 1934
I Campionati mondiali di sci alpino 1934 si svolsero a Sankt Moritz in Svizzera.

## Uomini

### Discesa libera
| Posizione | Atleta           | Nazione  |
| --------- | ---------------- | -------- |
| 1         | David Zogg       | Svizzera |
| 2         | Franz Pfnür      | Germania |
| 3         | Ido Cattaneo     | Italia   |
| 3         | Heinz von Allmen | Svizzera |

### Slalom
| Posizione | Atleta       | Nazione  |
| --------- | ------------ | -------- |
| 1         | Franz Pfnür  | Germania |
| 2         | David Zogg   | Svizzera |
| 3         | Willi Steuri | Svizzera |

### Combinata
| Posizione | Atleta           | Nazione  |
| --------- | ---------------- | -------- |
| 1         | David Zogg       | Svizzera |
| 2         | Franz Pfnür      | Germania |
| 3         | Heinz von Allmen | Svizzera |

## Donne

### Discesa
| Posizione | Atleta        | Nazione  |
| --------- | ------------- | -------- |
| 1         | Anny Rüegg    | Svizzera |
| 2         | Christl Cranz | Germania |
| 3         | Lisa Resch    | Germania |

### Slalom
| Posizione | Atleta         | Nazione  |
| --------- | -------------- | -------- |
| 1         | Christl Cranz  | Germania |
| 2         | Lisa Resch     | Germania |
| 3         | Rösli Rominger | Svizzera |

### Combinata
| Posizione | Atleta        | Nazione  |
| --------- | ------------- | -------- |
| 1         | Christl Cranz | Germania |
| 2         | Lisa Resch    | Germania |
| 3         | Anny Rüegg    | Svizzera |

## Medagliere
| Pos | Nazione  | Oro | Argento | Bronzo | Totale |
| --- | -------- | --- | ------- | ------ | ------ |
| 1   | Germania | 3   | 5       | 1      | 9      |
| 2   | Svizzera | 3   | 1       | 5      | 9      |
| 3   | Italia   | 0   | 0       | 1      | 1      |